# Lista de prefeitos de Malhador
Esta é a lista de prefeitos de Malhador, município do estado de Sergipe, Brasil.
| Nº | Nome                                    | Imagem                                       | Partido                            | Início do mandato       | Fim do mandato                           | Observações                            |
| 1  | João Ribeiro Cardoso                    |                                              | Partido Social Democrático PSD     | 25 de novembro de 1953  | 30 de janeiro de 1959                    | Prefeito eleito em sufrágio universal  |
| 2  | João Mário Prado de Santana             |                                              | Partido Trabalhista Brasileiro PTB | 31 de janeiro de 1959   | 30 de janeiro de 1963                    | Prefeito eleito em sufrágio universal  |
| 3  | João Ferreira Lima                      |                                              | Partido Social Progressista PSP    | 31 de janeiro de 1963   | 30 de janeiro de 1967                    | Prefeito eleito em sufrágio universal  |
| 4  | Francisco Passos de Oliveira            |                                              | Aliança Renovadora Nacional ARENA  | 31 de janeiro de 1967   | 30 de janeiro de 1971                    | Prefeito eleito em sufrágio universal  |
| 5  | Osvaldo Vieira de Faro                  |                                              | Aliança Renovadora Nacional ARENA  | 31 de janeiro de 1971   | 30 de janeiro de 1973                    | Prefeito eleito em sufrágio universal  |
| 6  | Abelardo Maurício Prado de Santana      |                                              | Aliança Renovadora Nacional ARENA  | 31 de janeiro de 1973   | 31 de janeiro de 1977                    | Prefeito eleito em sufrágio universal  |
| 7  | Givaldo Alves da Invenção               |                                              | Aliança Renovadora Nacional ARENA  | 1º de fevereiro de 1977 | 31 de janeiro de 1983                    | Prefeito eleito em sufrágio universal  |
| 8  | Osvaldo Vieira de Faro                  |                                              | Partido Democrático Social PDS     | 1º de fevereiro de 1983 | 31 de dezembro de 1988                   | Prefeito eleito em sufrágio universal  |
| 9  | José Alves de Araújo                    |                                              | Partido Socialista Brasileiro PSB  | 1º de janeiro de 1989   | 31 de dezembro de 1992                   | Prefeito eleito em sufrágio universal  |
| 10 | Antônio Carlos da Cruz                  |                                              | Partido Democrata Cristão PDC      | 1º de janeiro de 1993   | 31 de dezembro de 1996                   | Prefeito eleito em sufrágio universal  |
| 11 | José Alves de Araújo                    |                                              | Partido Socialista Brasileiro PSB  | 1º de janeiro de 1997   | 31 de dezembro de 2000                   | Prefeito eleito em sufrágio universal  |
| 11 | José Alves de Araújo                    | Partido da Social Democracia Brasileira PSDB | 1º de janeiro de 2001              | 31 de dezembro de 2004  | Prefeito reeleito em sufrágio universal  |                                        |
| 12 | Marcos Elan Alves Araújo                |                                              | Partido Progressista PP            | 1º de janeiro de 2005   | 31 de dezembro de 2008                   | Prefeito eleito em sufrágio universal  |
| 13 | Sarina Moreira da Silva Faro            |                                              | Democratas DEM                     | 1º de janeiro de 2009   | 31 de dezembro de 2012                   | Prefeita eleita em sufrágio universal  |
| 14 | Elayne de Oliveira Araújo               |                                              | Partido Socialista Brasileiro PSB  | 1º de janeiro de 2013   | 31 de dezembro de 2016                   | Prefeita eleita em sufrágio universal  |
| 14 | Elayne de Oliveira Araújo               | 1º de janeiro de 2017                        | Partido Socialista Brasileiro PSB  | 31 de dezembro de 2020  | Prefeita reeleita em sufrágio universal  |                                        |
| 15 | Francisco de Assis Araújo Jr, Assisinho |                                              | Partido Liberal PL                 | 1º de janeiro de 2021   | 31 de dezembro de 2024                   | Prefeito eleito em sufrágio universal. |
| 15 | Francisco de Assis Araújo Jr, Assisinho | Partido Social Democrático PSD               | 1º de janeiro de 2025              | Atualidade              | Prefeito reeleito em sufrágio universal. |                                        |